# 拉法伊諾沃
48°19′36″N 22°29′13″E / 48.32667°N 22.48694°E
拉法伊諾沃（烏克蘭語：Рафайново），是烏克蘭西部的村莊，隸屬外喀爾巴阡州的貝雷霍韋區。該村始建於1482年，面積2.17平方公里，海拔高度107米，2001年人口974，人口密度每平方公里449.68人。